# Hyde Park, Utah
Hyde Park är en ort i Cache County i delstaten Utah, USA.